# جيمس ويلسون (سياسي أمريكي، مواليد 1835)
جيمس ويلسون (بالإنجليزية: James Wilson)‏ هو قاضي وسياسي أمريكي، ولد في 16 أغسطس 1835 في Ayrshire ‏ في المملكة المتحدة، وتوفي في 26 أغسطس 1920 في تراير في الولايات المتحدة. نشط حزبياً في الحزب الجمهوري. وقد انتخب وزير الزراعة في الولايات المتحدة (6 مارس 1897 – 5 مارس 1913) وانتخب عضو مجلس نواب ولاية ايوا وانتخب عضو مجلس النواب الأمريكي.

## وصلات خارجية
- جيمس ويلسون على موقع إن إن دي بي (الإنجليزية)